# Copa de Francia de Rugby
La Copa de Francia fue una competición anual de rugby organizada por la federación francesa de rugby.
La competición se fundó el año 1943, y su desaparición fue en la temporada 1986.
El máximo ganador de la competición fue el equipo de Toulouse con tres consagraciones.

## Campeonatos
| Temporada | Ganador             | Resultado | Subcampeón         |
| --------- | ------------------- | --------- | ------------------ |
| 1943      | Sporting Union Agen | 11-4      | Stade Bordelais    |
| 1944      | Toulouse Olympique  | 19-2      | Stade Bordelais    |
| 1945      | Sporting Union Agen | 14-13     | AS Montferrand     |
| 1946      | Stade Toulousain    | 6-3       | Section Paloise    |
| 1947      | Stade Toulousain    | 14-11     | AS Montferrand     |
| 1948      | Castres Olympique   | 6-0       | FC Lourdes         |
| 1949      | CA Bègles           | 11-6      | Stade Toulousain   |
| 1950      | FC Lourdes          | 16-3      | AS Béziers         |
| 1951      | FC Lourdes          | 6-3       | Stadoceste Tarbais |
| 1984      | Stade Toulousain    | 6-0       | FC Lourdes         |
| 1985      | RC Narbonne         | 28-27     | AS Béziers         |
| 1986      | AS Béziers          | 40-9      | Stade Aurillacois  |

## Campeones
| Club               | Títulos |
| ------------------ | ------- |
| Toulouse           | 3       |
| FC Lourdes         | 2       |
| SU Agen            | 2       |
| AS Béziers         | 1       |
| Castres Olympique  | 1       |
| CA Bègles          | 1       |
| RC Narbonne        | 1       |
| Toulouse Olympique | 1       |